# José María Arancedo
Monseñor José María Arancedo (ciudad de Buenos Aires, 26 de octubre de 1940) es un alto prelado católico argentino, arzobispo emérito de la Arquidiócesis de Santa Fe de la Vera Cruz.
Fue ordenado presbítero en 1967 y se doctoró en Derecho Canónico en la Pontificia Universidad Gregoriana de Roma. En 1988 fue proclamado obispo titular de Selemselae y obispo auxiliar de Lomas de Zamora por Juan Pablo II. El 19 de noviembre de 1991, fue designado obispo de Mar del Plata hasta el 13 de febrero de 2003, cuando fue elegido como arzobispo de la arquidiócesis de Santa Fe de la Vera Cruz, cargo que ocupó hasta el 17 de abril de 2018.
Ocupó posiciones de alta responsabilidad en la Iglesia católica argentina, que incluyeron la vicepresidencia segunda de la Conferencia Episcopal Argentina. El 8 de noviembre de 2011, durante la 102.ª asamblea plenaria de ese organismo, fue elegido para suceder al cardenal Jorge Bergoglio como presidente de la Conferencia Episcopal Argentina para el período 2011-2014. A la finalización de su mandato fue reelegido para el período 2014-2017.

## Biografía
José María nació el 26 de octubre de 1940 en el seno de una familia cristiana numerosa. Su madre enviudó tempranamente y se hizo cargo de la educación de sus diez hijos. Fue criado en la localidad de Temperley, en el Gran Buenos Aires. Una hermana suya, un año mayor que él, de chiquita no podía decirle José, decía "Toté", sobrenombre con el que todavía se refieren a él en el presente.
Arancedo era primo hermano de Raúl Alfonsín, quien más tarde sería presidente de la Nación Argentina.

### Formación
Durante sus estudios secundarios, realizado en el colegio Euskal Echea de Llavallol, colegio de origen Vasco, que era dirigido por la congregación de los Franciscanos/Capuchinos, comenzaron los primeros esbozos de su vocación sacerdotal. Trabajaba en la Acción Católica en la parroquia de Temperley, donde conoció lo que él llamó la vida comprometida de un laico cristiano. A los 20 años entró al seminario.

[Hacia 1963...] El cardenal (Caggiano) no descuidaba su frente interno (...) Eduardo Pironio había ido más allá de lo que pretendía Antonio Caggiano. Condujo el Seminario con el apoyo de teólogos sensibles a la realidad social como Rafael Tello y Lucio Gera, directores espirituales como Carmelo Giaquinta y Jorge Vernazza, profesores como Jorge Mejía y un grupo de estudiantes que fueron sus amigos. Entre ellos estaban Raúl Rossi (quien sería uno de los organizadores del equipo de pastoral juvenil), Jorge Casaretto, José María Arancedo (...).
Horacio Verbitsky

Obtuvo la licenciatura en Teología en la Universidad Católica Argentina, y el doctorado en Derecho Canónico por la Pontificia Universidad Gregoriana de Roma. 

### Sacerdocio
Fue ordenado presbítero el 16 de diciembre de 1967, a los 27 años de edad, por Mons. Alejandro Schell, obispo de Lomas de Zamora.

## Episcopado

### Obispo Auxiliar de Lomas de Zamora

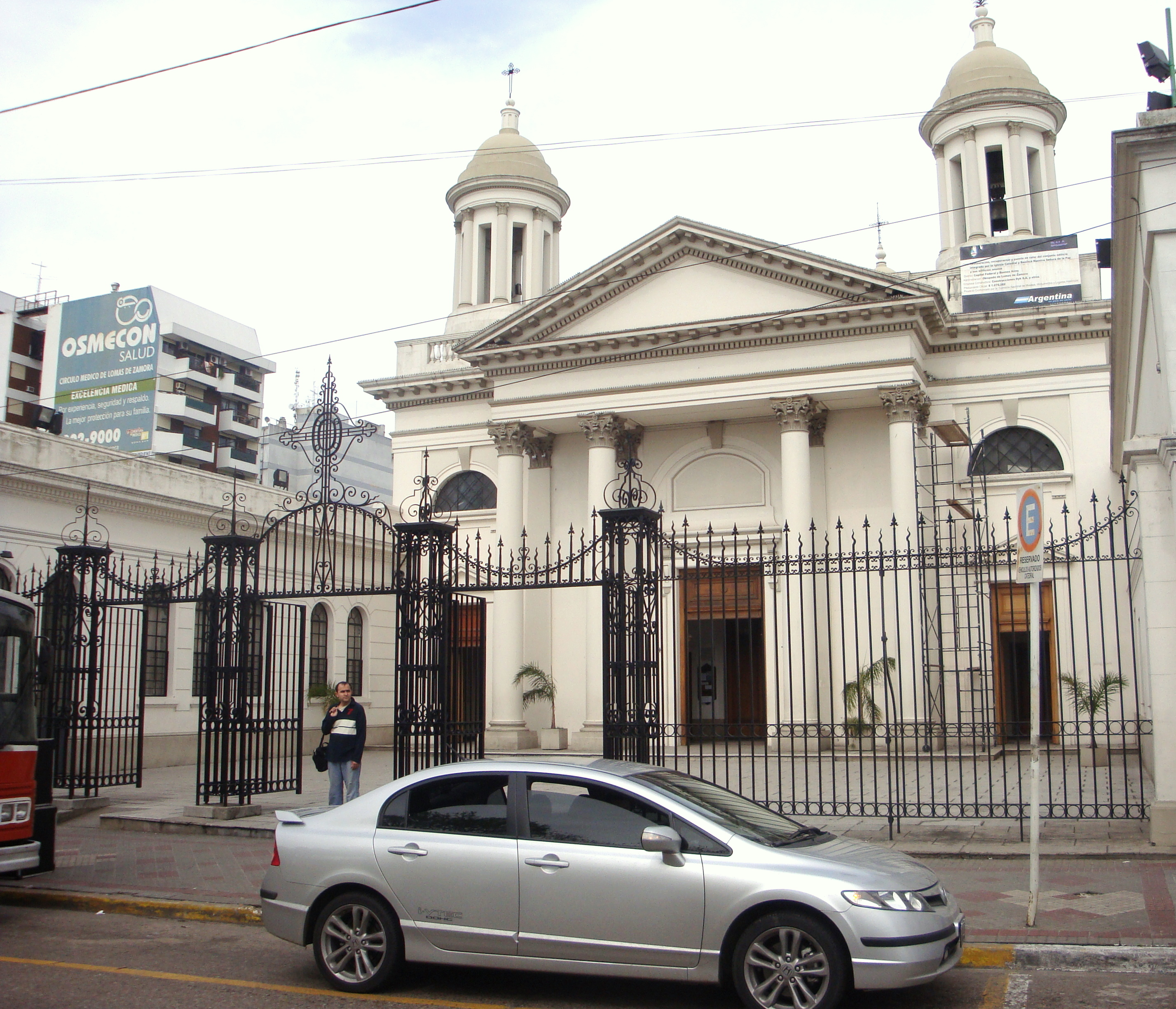
Catedral Nuestra Señora de La Paz, en la ciudad de Lomas de Zamora, donde José María Arancedo fue consagrado obispo el 6 de mayo de 1988.

Fue elegido obispo titular de Selemsele y auxiliar de la diócesis de Lomas de Zamora, el 4 de marzo de 1988 por Juan Pablo II; ordenado obispo el 6 de mayo de 1988 en la catedral local por Desiderio Elso Collino, obispo titular de Lomas de Zamora. Arancedo tenía 47 años. Eligió como lema episcopal: "Que todos sean uno", una frase que el Evangelio de Juan pone en labios de Jesucristo durante la oración sacerdotal de la Última Cena.

Mi lema de ordenación episcopal, el Evangelio de Juan, capítulo 17, esa larga oración de Jesucristo que, al final, da como las claves interpretativas de lo que nos ha dejado. "Padre, que sean uno para que el mundo crea." La unidad no es para fortalecer una corporación. La unidad es para expresarlo a Dios. Él es comunión. "Que sean uno como nosotros." Vivir entonces nuestra fe en esa dimensión: profundamente enraizados en el misterio de Dios que es Padre, Hijo y Espíritu Santo.
José María Arancedo, 11 de noviembre de 2011

### Obispo de Mar del Plata
El 19 de noviembre de 1991, fue designado obispo de la diócesis de Mar del Plata como sucesor de Monseñor Rómulo García. Tomó posesión el 15 de diciembre de ese año.

### Arzobispo de Santa Fe de la Vera Cruz
Luego de la renuncia de Edgardo Gabriel Storni, Arancedo fue promovido a arzobispo de la arquidiócesis de Santa Fe de la Vera Cruz, el 13 de febrero de 2003. Inició su ministerio pastoral como cuarto arzobispo (quinto diocesano, luego de Juan Agustín Boneo, Nicolás Fasolino, Vicente Faustino Zazpe y Edgardo Gabriel Storni) de Santa Fe, el 30 de marzo de 2003.
En 2005, fue elegido delegado de la Región Pastoral Litoral de la Conferencia Episcopal Argentina para el período 2005-2008. En 2007, participó de la V Conferencia General del Episcopado Latinoamericano y del Caribe en Aparecida (Brasil) en calidad de delegado elegido por la Conferencia Episcopal Argentina.

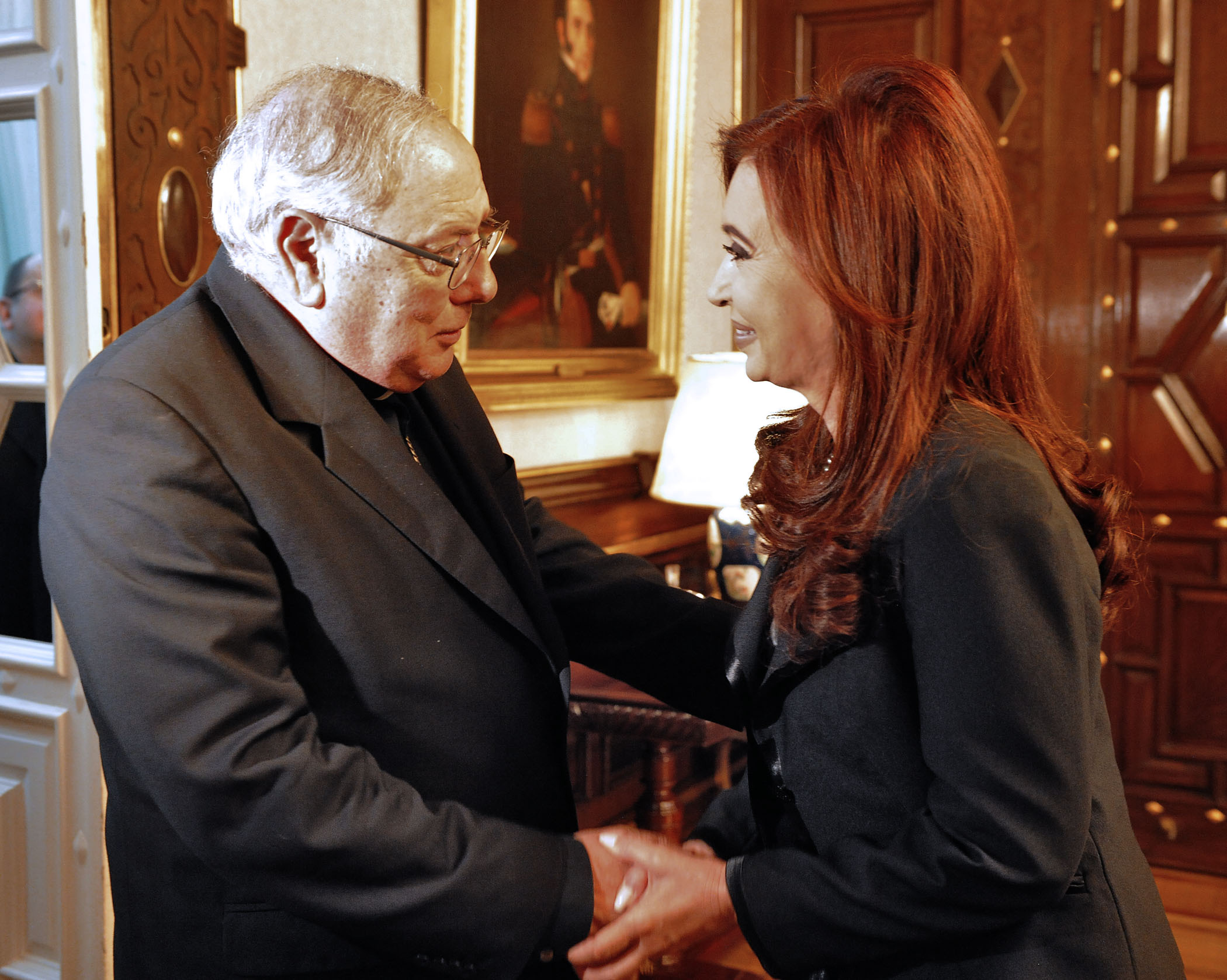
Luego de ser designado presidente de la Conferencia Episcopal Argentina, Arancedo fue recibido por la presidenta Cristina Fernández.

En 2008, fue elegido vicepresidente segundo de la Comisión Ejecutiva y de la Comisión Permanente de la Conferencia Episcopal Argentina, además de miembro del Consejo Episcopal de Asuntos Jurídicos para el período de noviembre de 2008 a noviembre de 2011.
En ocasión del fallecimiento de su primo y expresidente de la Argentina, Raúl Alfonsín, celebró la misa de responso en las escalinatas del Congreso Nacional, el 2 de abril de 2009.

### Presidente de la Conferencia Episcopal Argentina
El 8 de noviembre de 2011, Arancedo fue designado presidente de la Conferencia Episcopal Argentina, órgano que nuclea a los obispos católicos de todo el país, en reemplazo del cardenal Jorge Bergoglio, para el período 2011-2014.
Durante el pontificado del papa Francisco fue convocado para participar en calidad de padre sinodal en el Sínodo extraordinario de obispos sobre la familia (2014), en su carácter de presidente de la Conferencia Episcopal Argentina.
El 11 de noviembre de 2014, Arancedo fue elegido presidente de la Conferencia Episcopal Argentina para el período 2014-2017, al obtener dos tercios de los sufragios en la primera votación.